# Eresos-Antissa
Eresos-Antissa (in greco Ερεσός-Άντισσα?) è un ex comune della Grecia nella periferia dell'Egeo Settentrionale (unità periferica di Lesbo) con 5.530 abitanti secondo i dati del censimento 2001.
Diede i natali a Terpandro di Antissa.
È stato soppresso a seguito della riforma amministrativa, detta Programma Callicrate, in vigore dal gennaio 2011 ed è ora compreso nel comune di Lesbo.